# Elmer Harris
Elmer Harris est un scénariste et producteur américain né le 11 janvier 1878 à Chicago, Illinois (États-Unis), décédé le 6 septembre 1966 à Washington (États-Unis).

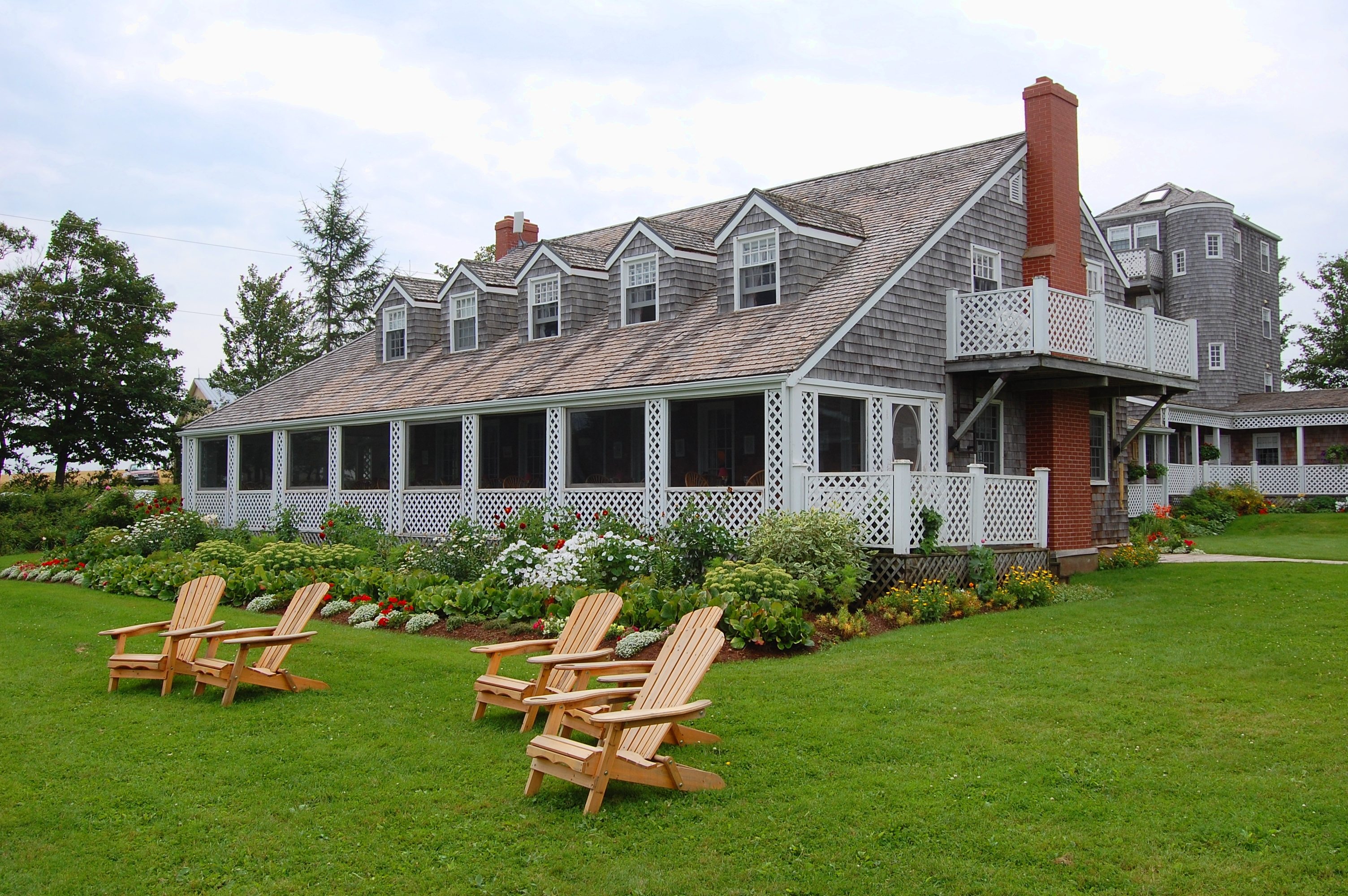
Sa maison à Fortune Bridge, dans le Comté de Kings (Île-du-Prince-Édouard).

## Filmographie partielle

### Comme scénariste
- 1919 : The Lottery Man
- 1919 : An Adventure in Hearts
- 1920 : The Six Best Cellars de Donald Crisp
- 1920 : What Happened to Jones de James Cruze
- 1921 : The Education of Elizabeth (en) d'Edward Dillon
- 1921 : All Souls' Eve
- 1921 : Ducks and Drakes
- 1921 : Her Sturdy Oak
- 1922 : Le Scrupule (en) (Her Own Money)
- 1922 : Tess au pays des tempêtes
- 1923 : Garrison's Finish
- 191924 : No More Women (en)
- 1924 : The Wise Virgin
- 1925 : The Girl on the Stairs
- 1925 : Awful Truth
- 1926 : Made for Love
- 1926 : Eve's Leaves
- 1926 : Son premier succès (Sunny Side Up) de Donald Crisp
- 1927 : Supplice de femme (The Siren) de Byron Haskin
- 1928 : La Madone des sandwiches (That Certain Thing) de Frank Capra
- 1928 : Un punch à l'estomac (So This Is Love?) de Frank Capra
- 1928 : A Woman's Way
- 1928 : The Sporting Age
- 1928 : Bessie à Broadway (The Matinee Idol)
- 1928 : The Desert Bride
- 1928 : Ransom
- 1929 : The Spirit of Youth
- 1931 : Stepping Out
- 1931 : Young Sinners
- 1932 : Society Girl
- 1933 : Le Chant du Nil (The Barbarian)
- 1934 : Un voyage mouvementé (Cross Country Cruise) de Edward Buzzell
- 1934 : Tempête sur la ligne (Looking for Trouble) de William A. Wellman
- 1935 : Let 'em Have It (en)
- 1935 : Mexico et retour (Red Salute)
- 1936 : The Three Wise Guys

### comme producteur
- 1923 : L'Esprit de la chevalerie (Richard, the Lion-Hearted) de Chester Withey